# Kereszty Géza Viktor
Kereszty Géza Viktor (Pest, 1855. április 7. – Pozsony, 1926. március 15.) római katolikus pap, teológiai doktor és tanár, pozsonyi kanonok, Kereszty István bátyja. 1890-ig Kereszty Viktor néven írt.

## Életpályája
Kereszty Béla homeopata orvos, 1848-49-es honvéd (meghalt 1896. október 17-én Budapesten 87. évében) és Hesz Karolin fia. Gimnáziumi tanulmányait Pesten végezte; 1870-ben az esztergomi főegyházmegye növendékei közé került Pozsonyban, majd Esztergomban fejezte be gimnáziumi tanulmányait, a teológiát pedig a bécsi egyetemen, mint a Pázmáneum növendéke végezte. Itt avatták 1881-ben teológiai doktorrá is. 1876-ban és 1877-ben tanítóképzőintézeti tanár volt Esztergomban; majd 1877. december 22-én pappá szentelték. 1878-ban fővárosi káplán, 1879 és 1882 között karpap volt az esztergomi székesegyházban, majd 1882-től a szentírási tanulmányok tanára volt az esztergomi érseki papnevelő intézetben. 1906-ban pozsonyi kanonok, 1916-ban jóthi címzetes prépost, 1915-ben a Szent István Akadémia I. osztályának alapító tagja volt.

## Írásai
Szent beszédeket közölt a Toldy L. által szerk. Kath. Hitszónok és az esztergomi Isten Igéje cz. folyóiratokban. A Jézus sz. Szive Hirnökében (1883. A missiókról), a Religióban (1885. I. A kereszténység befolyása a tudományok fejlődésére). Legtöbb munkásságot fejtett ki az esztergomi Magyar Sionban, melynek 1887-től társ-, 1890 óta pedig főszerkesztője, sokszor Liberius álnév alatt is (1885. Renanismus a művészetben. Néhány szó a napi sajtóról, 1886. Erdélyi Ignácz magyar missionárius emlékezete, 1888. Emléksorok a pápa jubileumáról, 1890. Flavius Josephus iratainak értékéről, Régi és újabb theologiai professorok. 1892. Columbus jubileumához. Az iskolai év kezdetén, Szent László Centenariuma, 1893. Egy ősrégi evangeliumfordítás felfedezése, A zsidóreceptió a tudomány szempontjából, Kilépett jezsuita (Hoensbroech gr.), Viszhang egy tárczaczikkre, 1894. Új módszer az apologetikában, Az esztergomi papnevelőintézet restaurált kápolnája, Lesz-e hát katholikus egyetemünk?, Schisma és unio, Utóhangok Jókai M. jubileumához, Krónika, 1895. Vitás evangelium-magyarázatok, Brunetière és Alfa. Szomorú ünnepség. 1886. Ujkori Jónás sat., 1897. Gyakorlati észrevételek a szentírás értelmezéséről és könyvismertetések az 1882-97. évfolyam.), a Hittudományi Folyóiratban (1892. A theologiai tanfolyam reformjához és könyvism.)

## Munkái
- Egy koldus (Labre Benedek) életrajza. Budapest, 1876. (Winter Á. szerk. Havi Füzetek II. 6.)
- Haladás és kereszténység. Esztergom, 1885.
- A szentírásban előforduló közmondások, Esztergom, 1887. (Ism. Irod. Szemle).
- Az ó szövetségi sz. könyvek kánoni története. Esztergom, 1888.
- Mit olvasnak műveltjeink? Budapest, 1888.
- Az orleansi szűz emléke, a theologia és lélektan szempontjából. Esztergom, 1889.
- Az idő teljessége. Új-szövetségi kortörténeti adatok. Esztergom, 1891.
- Exegesis pericoprum Evangelii pro omnibus dominicis et festis fori in anno eccl. praescriptarum ... Esztergom, 1892.
- A «Magyar Sion» Repertóriuma 1863-1893. Esztergom, 1893.
- Az aklon kivül. A theologia mai állása a protestánsoknál és a schismatikusoknál. Esztergom, 1896. A 3., 4., 6., 7. és 10. számu munkák különlenyomatok a Magyar Sionból.
- Egy fejezet a keresztény ikonographiából. (Krisztus ábrázolása hajdan és most). Budapest, 1897.
- Vaticinia Messiana in libris Antiqui Testamenti dispersa ad mentem ss. Patrum et cath. interpretum juxta textum Vulgatae illustrata. Strigonii, 1897. (Ism. M. Állam 215. sz., M. Sion, Oesterr. Literaturblatt).
- Gyakorlati észrevételek a Szentírás helyes értelmezéséről. Esztergom, 1897.
- Die ersten Lónyay. Írta Karácsonyi János. Németre ford. Pozsony, 1912.
- A pozsonyi Szt Mártonról c. egyházi zenei egyes. 80 éves múltjának rövid tört. Pozsony, 1913. (Németül is.)